# 京都移住計画
京都移住計画（きょうといじゅうけいかく）は、京都で暮らしたい人を支援する任意団体。2011年から田村篤史が中心となって活動を開始。
首都圏から京都にUターンや、Iターンしてきた仲間と共に「居・職・住」という移り住む人にとって必要な情報を提供している。

## 活動内容
移住して生活するために必要な仕事や住まいの情報、地域のコミュニティイベントを通じて移住する人々を支援している。Ｕターン・Ｉターン含めて約200人の移住に関わりサポートしてきた。2016年に京都市と共同でマルシェ型イベント「暮らしの箱庭」を開催。2017年には東京で「みんなの移住計画キックオフ」を開催し、全国の移住計画の代表者が集った。2018年に京都府が移住フェアを東京都内で初開催。移住セミナーで京都移住計画の田村篤史が講演した。
2020年11月には京都信用金庫と一緒に、旧河原町支店ビルでコワーキングスペース『QUESTION』の運営を行う。
コミュニティづくり
移住する人同士がつながる場としてコミュニティイベントを開催。
地元密着の求人情報
地元の物件情報
物件の歴史や物語なども情報として伝えている。

## メンバー
- 田村篤史（代表・求人担当）
- タナカユウヤ（コミュニティ担当）
- 岸本千佳（不動産担当）

## 全国の移住計画
- 札幌移住計画
- 岩手移住計画
- 新潟移住計画
- 茨城移住計画
- 能登半島七尾移住計画
- 信州移住計画
- 山梨移住計画
- 京都移住計画
- 奈良移住計画
- 和歌山移住計画
- 山口移住計画
- 福岡移住計画
- オオイタ移住計画
- 長崎移住計画
- 佐賀移住計画
- 熊本移住計画
- 鹿児島移住計画
- 宮崎てけてげ移住計画
- おきなわ移住計画
- 離島移住計画

## 関連書籍
- 田村篤史『京都移住計画』コトコト、2014年